# سین (برخوار)
سین (برخوار) شهری از توابع بخش مرکزی شهرستان برخوار در استان اصفهان می‌باشد.
سین یا سئنه واژه ای پهلوی و به معنای مبارک و فرخنده می باشد مانند سیمرغ که در اصل سین مرغ ( به معنای پرنده مبارک )بوده که به مرور زمان به سیمرغ تبدیل شده است ، بنابراین سین به معنای مکانی مبارک می باشد . البته در افواه مردم سین رایج است که چون شاهزاده خانمی به نام سیمین مناره سین را ساخته ، کم کم سیمین به سین تبدیل شده است و یا اینکه سین به معنای آهوی کوچک می باشد که شاید اشاره به این داسته باشد که زمانی دراین مکان آهوان زندگی می کرده اند که به مرور زمان از بین رفته اند. 
در این شهر مسجدی با مناری مرتفع( حدود ۲۲ متر ) وجود دارد که این منار از میانه کج شده و در قدیم الایام همانند مناره‌های محله جویباره اصفهان افزون بر اذان گویی، بر فراز آن آتش برمی‌افروختند تا کاروانیان گمگشته در بیابان بتوانند راه خویش را به سوی آبادی و شهر اصفهان باز جویند. در پایین این منار کج، کتیبه‌ای منقوش به تاریخ ۵۲۶ هجری قمری (عصر سلجوقی) قرار دارد که از منظر تاریخی این کتیبه را قدیمی تر از کتیبه موجود در مسجد جامع اصفهان می‌نمایاند. این درحالی است که به گفته مورخین تا پیش از این کتیبه موجود در مسجد جامع اصفهان قدیمی‌ترین کتیبه تاریخ دار ایران دانسته می‌شده‌است. همچنین در منابع تاریخی آمده که یکی از جنگهای سلطان جلال الدین خوارزمشاه با سپاهیان مغول در پای همین منار تاریخی سین صورت گرفته‌است.
روستای سین که چند سالی است به شهر تبدیل شده تا پیش از ساخت جاده اصفهان-گز-مورچه خورت در زمان شاه عباس صفوی، اولین منزل (بارانداز) در جاده قدیم اصفهان-ری بود که در فاصله ۳ فرسنگی شمال شهر اصفهان قدیم قرار داشت. به بیان دیگر برای بازرگانان و مسافرینی که از ری عازم اصفهان بودند روستای سین آخرین منزلگاه پیش از ورود به شهر اصفهان بود. پس از انتخاب شهر اصفهان به عنوان پایتخت ایران، شاه عباس بزرگ تصمیم به گسترش شهر برای اسکان امرا، دیوان سالاران و دیگر مردم مهاجر به پایتخت جدید گرفت که این گسترش، بیشتر به سمت غرب شهر اصفهان قدیم و اراضی بالادست رودخانه زاینده رود بود، به گونه ایی که حدود غربی شهر اصفهان قدیم با افزوده شدن میدان نقش جهان، کاخ چهلستون، خیابان چهارباغ و محله عباس‌آباد (که برای اسکان جمعی از اهالی تبریز ساخته شد) و اتصال آن به محله تاریخی لنبان، گسترش زیادی به سمت بالا دست رودخانه پیدا کرد. این گسترش کالبد شهر به سمت غرب باعث شد تا شاه عباس دستور عمران جاده ایی جدید برای تسهیل رفت و آمد کاروانیان و اهالی پایتخت جدید با شمال کشور را صادر نماید که نتیجه این تصمیم ساخت جاده ایی (به همراه کاروان سراهایی) بود که از غرب اصفهان آن زمان شروع می‌شد و پس از گذر از شهر گز فعلی به مورچه خورت می‌رسید. هم اینک آزاد راه معلم و در ادامه آن اتوبان اصفهان-تهران تا مورچه خورت در راستای همین جاده عباسی قرار دارد. با ساخت این جاده در غرب شهر تاریخی گز، مسیر باستانی اصفهان-سین-مورچه خورت اهمیت خود را رفته رفته از دست داد و منزلگاهی برخوردار از مسجدی کتیبه دار با مناری آتشگاه که محل وقوع یکی از بزرگترین و سرنوشت سازترین جنگهای تاریخ ایران بود در گذر ایام به فراموشی سپرده شد.
کاروانسرایی قدیمی هم در این شهر وجود داشت که هم‌اکنون با بی‌اهمیتی مسئولان خراب شده در جایش مدرسه ساخته شده‌است.
شغل اصلی مردم شهر سین کشاورزی بوده و همان کشاورزان نیز به دامداری و پرورش گاو و گوسفند مشغول هستند.محصول اصلی کشاورزی این شهر خربزه میباشد.
همچنین پرورش اسب در این شهر موفقیت های چشم گیری داشته و این شهر محل پرورش اسب های فاخر و بسیار عالی میباشد.
و از شغل های دیگر میتوان به کارگاه های قنادی متعدد و تولید انواع کیک و شیرینیجات اشاره کرد.
همچنین تولید تخمه افتاب گردان و کارگاه های تولید اجیل نیز در این شهر از مشاغل مردم این شهر میباشد.
کارگاه های لبنیات و تولید فرآورده های لبنی را هم میتوان به ان اشاره کرد.

## جمعیت
شهر سین در بخش مرکزی قرار دارد و براساس سرشماری مرکز آمار ایران در سال ۱۳۹۵، جمعیت آن 8٬495 نفر (3٬066خانوار) بوده‌است.